# 死亡代理人
《死亡代理人》是于2006年2月开始播放的一部科幻題材日本電視動畫作品，故事设定在不久的将来。担任该动画的制作方是新动画公司“manglobe”，而ERGO PROXY则是该公司的第二部原创作品。

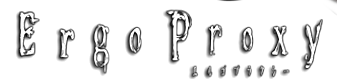
死亡代理人的標誌

该公司的第一弹混沌武士于2005年4月完结之后获得好评无数，担任人设和监督的村瀬修功则因导演魔女猎人罗宾而广为人知。该作于2月早期在电视上播出先行放送版（内容为第一话的大部分），2月25日開始播放第一话。

## 故事簡介
巨蛋都市Romdo裡人類與機器共存，是一個被完全管制統治的「不需要感情的樂園」。在醫生Daedalus的實驗裡，一隻不知名怪物的爆走揭開了整部動畫的序幕，接著發生了謎一般的殺人事件，同時出現了被Cogito病毒感染而出現自我思想的Autoreiv。負責調查事件的市民情報局女檢察官RE-L Mayer及其隨從Autoreiv Iggy偶然中發現了有别於人類與機器人的怪物的秘密。當晚她居所的牆壁上出現了神秘的留言「AWAKENING」，接著從天而降的怪物破天花板而入，將她壓至牆壁。但奇怪的是，這隻怪物竟在哭泣，隨即又下來另一隻怪物，它們就這樣在RE-L的房間纏鬥了起來，RE-L則因受到太大的驚嚇而昏了過去。
來自莫斯科巨蛋的移民Vincent Law，個性懦弱，為了成為Romdo的"良好市民"，他不斷努力工作（掃蕩感染Cogito的Autoreiv等），並於事發當天向檢察官RE-L提供有關Cogito病毒的Autoreiv的情報。但在當晚因收到感染Cogito的Autoreiv出沒於Mayer的居家附近的情報前往該地而被懷疑是嫌疑犯，RE-L知道她當晚看到的絕對不是眼前這個懦弱的男子。
在好奇心驅使下，RE-L更想調查怪物背後的真相，但過程中受到很明顯的阻饒，包括iggy當天搜查記憶的消失，RE-L在事發隔天因醫生診斷妄想症為由而被撤離此案件。RE-L推測她的爺爺Donov Mayer及新上任的監管局局長Raul Creed絕對是阻饒者，但此時她也感覺到好友Daedalus也有事瞞著她...
究竟Proxy是什麼?這些怪物又是什麼?為什麼種種的事情又和Vincent脫不了關係...?

## 登場角色
莉露·梅亚（Re-l Mayer，配音：齊藤梨繪）
美丽成熟的女主角，职业检察官。隶属于市民情报局，同时也是ROMDO的治国者多诺布·梅亚的孙女。
文森特·罗（Vincent Law，配音：遊佐浩二）
受到Lil保护观察的移民青年，有著成為正式市民的夢想。
劳尔（Raul Creed，配音：花田光）
新就任的市民监管局局长。在理想的乐园都市里的「Romdo」中的良好市民的代表。
皮诺（Pino，配音：矢島晶子）
感染了Cogito病毒的机器宠物人偶Autoreiv，外型是小女孩，植入的是幼女型程序。
戴得拉斯（Daedalus Yumeno，配音:小林沙苗）
市民厚生局主任、天才医师、女主角Re-l的好友。
伊基（Iggy，配音：水内清光）
Entourage型Autoreiv，Re-l的伙伴和助手。
多诺布·梅亚（Regent Donov Mayer）
ROMDO的执政者，莉露·梅亚的爷爷。

## 名詞解釋
Romdo
被稱為理想的樂園，形成巨大穹頂的都市國家，人類與機器人共存的世界。這裡Entourage型Autoreiv輔助管理著人類。統治者宣揚它是一個沒有罪犯的國度。
Cogito
自我意識，一種感染於Autoreiv之間的病毒，會使Autoreiv擺脫人類的控制。
Proxy
字義為代理人，劇中所指的是擁有極強生命力與能力的異形人形生物。Proxy本被Rombo高層政府封存於特殊機構研究，然而因不明原因覺醒而逃離，在市民不知情的情況下引發了一連串殺人事件，而統治者卻因為某些目的極力掩蓋PROXY的存在。
良民
統治者所規定成為良民的條件是不能對組織有疑問，要順從所有的一切。

## 製作團隊
- 原作、動畫製作 - manglobe
- 監督 - 村瀨修功
- 系列構成 - 佐藤大
- 人物設計 - 恩田尚之
- 場景設計 - 佐藤道明
- 主要設計 - 佐山善則、山根公利、柳瀬敬之
- 設計協力 - 出渕裕
- 美術 - 青井孝
- 色彩設計 - 山崎紀代美（第12話止）→吉村智恵、久保木裕一（第13話起）
- 攝影監督 - 山田和弘
- 編輯 - 長坂智樹
- 音樂 - 池賴廣
- 音響監督 - 百瀬慶一
- 擬音師 - 佐藤秀國
- 製作人 - 松田章男、藤井さとし、鈴木路子、河内山隆
- 製作 - Geneon Entertainment、GENEON ENTERTAINMENT USA、WOWOW、manglobe

## 主題曲
- 主題曲：PARANOID ANDROID (Radiohead)
- 片頭曲：kiri (MONORAL)
- 片尾曲：Fellow Citizens  (池賴廣)

## 各話列表
| 話數            | 日文標題                     | 劇本            | 腳本                | 導演       | 作画監督                                                   |
| --------------- | ---------------------------- | --------------- | ------------------- | ---------- | ---------------------------------------------------------- |
| meditatio I     | awakening                    | 佐藤大          | 村瀬修功            | 恒松圭     | 山田正樹                                                   |
| meditatio II    | confession                   | 佐藤大 浅山祐介 | 片山一良            | 鳥羽聰     | 寺田嘉一郎                                                 |
| meditatio III   | mazecity                     | 佐藤大 浅山祐介 | 寺岡巌              | 五十嵐達矢 | 小森秀人、深澤謙二                                         |
| meditatio IV    | futu-risk                    | 佐藤大          | 村瀬修功 出合小都美 | 橋本巨樹   | 伊藤秀樹、浜津武広                                         |
| meditatio V     | TASOGARE                     | 高木聖子        | 山本沙代            | 山本沙代   | 恩田尚之、山田正樹                                         |
| meditatio VI    | domecoming                   | 川邊優子        | 寺岡巌              | 恒松圭     | 竹森由加                                                   |
| meditatio VII   | re-l124c41+                  | 佐藤大          | 村瀬修功            | 鳥羽聡     | 寺田嘉一郎                                                 |
| meditatio VIII  | shining sign                 | 佐藤大 浅山祐介 | 增井壯一            | 西村大樹   | 小森秀人、小松英司                                         |
| meditatio IX    | angel's share                | 川邊優子        | 寺岡巌              | 吉村章     | 深澤謙二                                                   |
| meditatio X     | cytotropism                  | 高木聖子        | 松尾衡              | 米田光宏   | 伊藤秀樹                                                   |
| meditatio XI    | anamnesis                    | 佐藤大          | 出合小都美          | 恒松圭     | 久留米雄吾 寺田嘉一郎                                      |
| meditatio XII   | hideout                      | 川邊優子        | 寺岡巌              | 鳥羽聰     | 竹森由加                                                   |
| meditatio XIII  | wrong way home               | 川邊優子        | 増井壮一            | 五十嵐達矢 | 山田正樹、又賀大介                                         |
| meditatio XIV   | ophelia                      | 永川成基        | 村瀬修功            | 北村真咲   | 小森秀人、坂本千代子                                       |
| meditatio XV    | WHO WANTS TO BE IN JEOPARDY! | 佐藤大 松本淳一 | 山本沙代            | 山本沙代   | 小田剛生、山本善哉                                         |
| meditatio XVI   | busy doing nothing           | 高木聖子        | 増井壮一            | 恒松圭     | 久留米雄吾 寺田嘉一郎                                      |
| meditatio XVII  | terra incognita              | 川邊優子        | 寺岡巌              | 鳥羽聡     | 深澤謙二、竹森由加                                         |
| meditatio XVIII | life after god               | 永川成基        | 松尾衡              | 米田光宏   | 伊藤秀樹                                                   |
| meditatio XIX   | eternal smile                | 佐藤大 浅山祐介 | 渡邊信一郎          | 山本沙代   | 小森秀人、坂本千代子                                       |
| meditatio XX    | Goodbye Vincent              | 川邊優子        | 赤根和樹            | 五十嵐達矢 | 山田正樹、又賀大介                                         |
| meditatio XXI   | shampoo planet               | 永川成基        | 寺岡巌              | 恒松圭     | 恩田尚之、小森秀人 坂本千代子、小田剛生 深沢謙二、竹森由加 |
| meditatio XXII  | bilbul                       | 川邊優子        | 増井壮一            | 鳥羽聡     | 寺田嘉一郎、久留米雄吾 小田剛生                            |
| meditatio XXIII | deus ex machina              | 佐藤大          | 村瀬修功            | 村瀬修功   | 恩田尚之、山田正樹 村瀬修功                                |

## 典故
劇中常引用希臘神話、哲學名言：
- 劇名Ergo Proxy 與病毒Cogito： 出於哲學家笛卡兒的名句 ——即 “我思故我在”。
- 醫生Daedalus（戴得拉斯）： 戴得拉斯是希臘神話裡的人物，在他孩子身上裝上翅膀，結果飛得太高，羽毛上用來黏合的蠟被太陽融化，因而墜落身亡。
- 風力船Centzon Totochtin（英语：Centzon Totochtin）： 阿茲特克傳說中的一群神祇，又名"四百隻兔子"。

## 漫画
- 小學館 月刊「サンデーＧＸ」2006年3月号（2月18日發售）。